# Rudolf Horn (Designer)

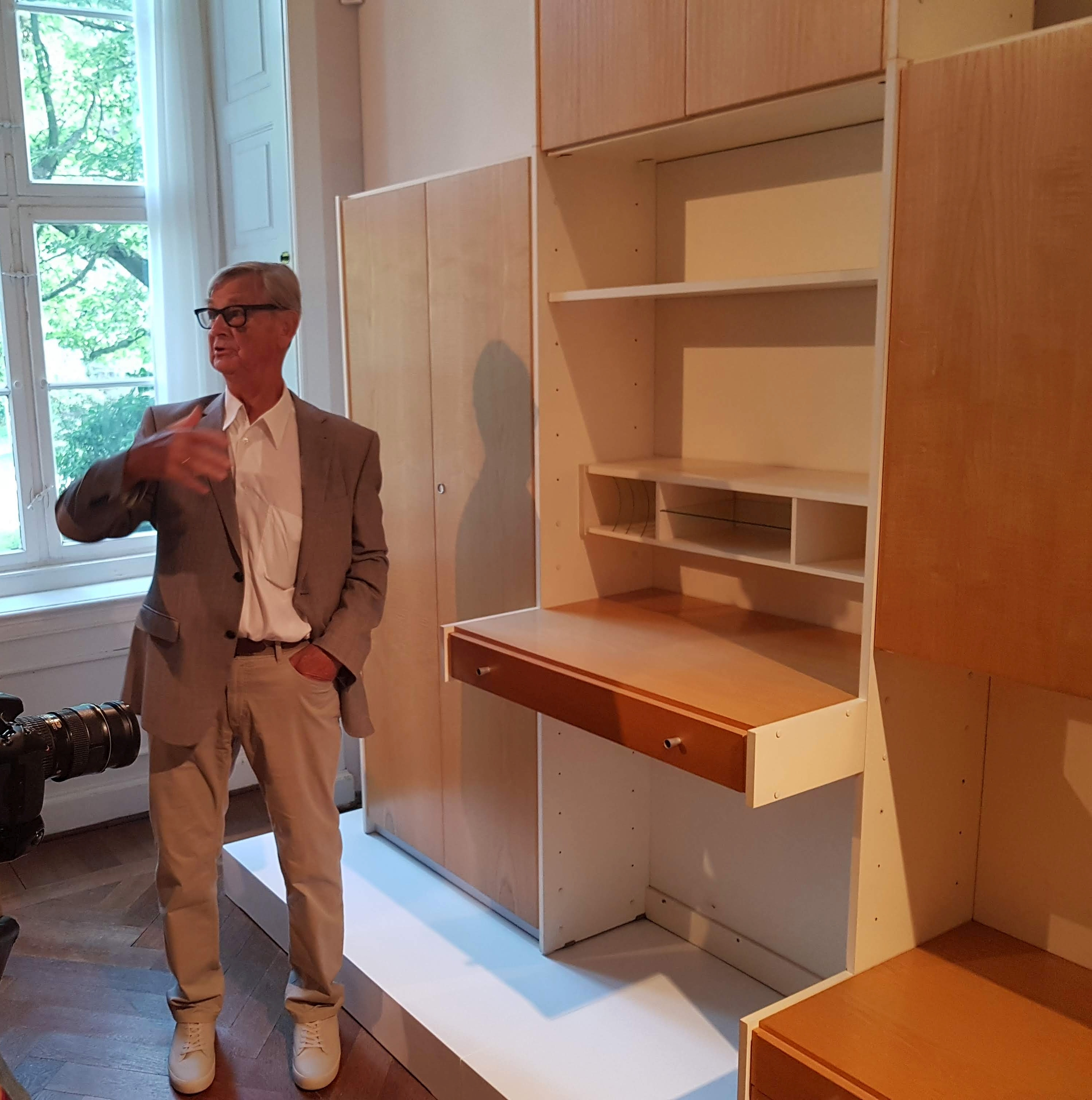
Rudolf Horn im August 2019 vor dem von ihm designten Montagemöbel Deutsche Werkstätten (MDW) – einem variabel-funktionalen Baukastensystem"

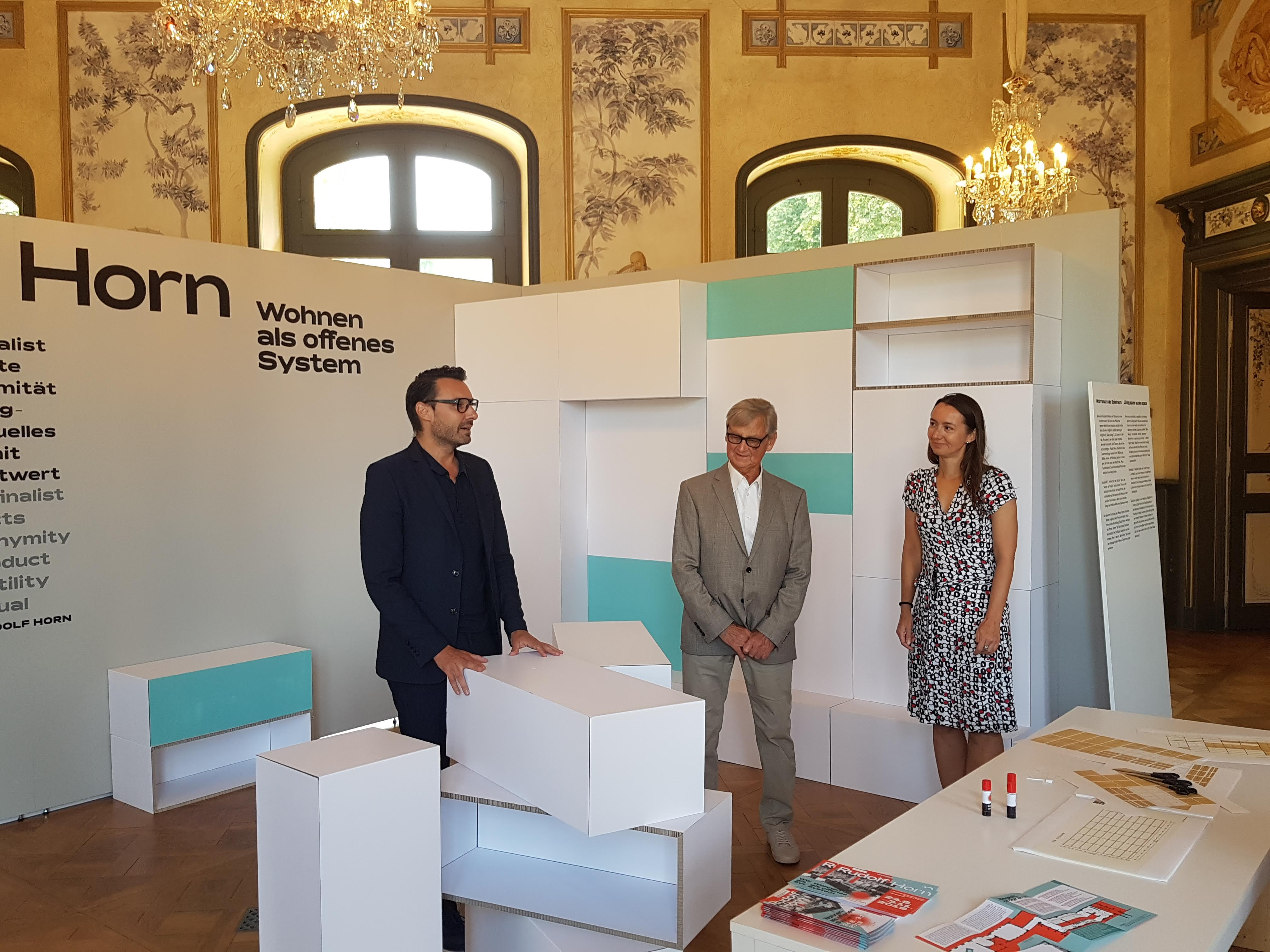
Rudolf Horn im August 2019 zur Ausstellungseröffnung im Kunstgewerbemuseum Dresden

Rudolf Horn (* 24. Juni 1929 in Waldheim) ist ein Möbeldesigner und war Hochschullehrer in der der DDR. 

## Leben und Werk
Horn absolvierte von 1943 bis 1946 eine Lehre als Möbeltischler. Neben der Arbeit in seinem Beruf machte er von 1946 bis 1948 künstlerische Übungen bei den Malern Martin Gebhardt (1883–1965), Paul Busch (1989–1974) und Alexander Neroslow. Von 1948 bis 1950 studierte er in der Fachklasse für Innenarchitektur von Hermann Adlung an der Ingenieurschule Mittweida. 1950/1951 war er Betriebsassistent im VEB Möbelwerke Heidenau und von 1952 bis 1957 Mitarbeiter des Ministerium für Leichtindustrie der DDR. Von 1957 bis 1962 machte er ein externes Studium an der Ingenieurschule für Holztechnologie in Dresden. Von 1958 bis 1965 war er in Berlin Leiter des Büros für Entwicklung, Messen und Werbung in der Möbelindustrie. 1965 erwarb Horn an der Hochschule für industrielle Formgestaltung Halle Burg Giebichenstein (HIF) extern das Diplom für Formgestaltung. Ab 1966 war er Direktor des Instituts für Möbel- und Ausbaugestaltung der HIF, ab 1968 als Dozent, ab 1971 als Künstlerischer Professor und 1978 als Ordentlicher Professor. Er war Mitglied des Gestaltungskollektivs Wohnungsmodell. Von 1980 bis 1990 war er Direktor der Sektion Produkt- und Umweltgestaltung im Bereich Wohn- und Gesellschaftsbau an der HIF. 1996 wurde er emeritiert.
Horns Wirken in der DDR stand immer im Zwiespalt zwischen Mangelwirtschaft und Gestaltungsanspruch. Dennoch gelang ihm dieser Spagat gut: Für die Hellerauer Werkstätten in Dresden entwickelte Horn das Möbelprogramm Deutsche Werkstätten (MDW). Dieses variantenreiche Möbelsystem zum Selbstzusammenbauen wurde von 1966 bis 1990 in hohen Stückzahlen, rund 500.000 Exemplare ab Ende der 1960er-Jahre, hergestellt und war in der  DDR sehr verbreitet.
Im Jahr 1970 startete Horn in Rostock das Wohnexperiment Variables Wohnen, bei dem Wohnungen ohne feste Innenwände von den Bewohnern selbst gestaltet werden konnten. Für Horn wie für viele andere Designer in der DDR waren die drei Prinzipien „Offenheit, Nützlichkeit und Einfachheit“ wichtig. Angeregt von Mies van der Rohes Stuhlklassiker Barcelona Chair, den Horn zu unbequem fand, entwarf er einen optisch ähnlichen, aber anders konstruierten Freischwinger aus Edelstahl und Leder. Dieser wurde allerdings ausschließlich für den Export in den Westen produziert. Seit 2019 wird eine Neuauflage dieses Freischwingers produziert, für deren Vertrieb die Deutschen Werkstätten Hellerau zuständig sind.
Modisch oder historisch erscheinende Gestaltung wird von Horn abgelehnt und als Degradierung des gestalterischen Berufs empfunden:

„Gestaltung, die sich rekrutieren lässt in das Heer jener, die solcherart Ansprüche bedienen […], hilft nicht nur die Müllberge um uns zu vergrößern, sondern trägt dazu bei, dass Gestaltung, ihre Bedeutung als eines der soziokulturellen Regulative in der Gesellschaft verliert.“

Das Grassi-Museum für Angewandte Kunst Leipzig hat das MDW-Programm in seine Dauerausstellung aufgenommen.
Horn war u. a. bis 1990 Mitglied des Verbands Bildender Künstler der DDR, dessen Zentralvorstand er ab 1983 angehörte. Er lebt in Leipzig.

## Ehrungen
- 1983: Designpreis der DDR
- 1989 den Nationalpreis der DDR für Kunst und Literatur[6]

## Ausstellungen (unvollständig)

### Einzelausstellungen
- 2019: Dresden, Kunstgewerbemuseum Dresden ("Rudolf Horn – Wohnen als offenes System")[7]

### Teilnahme an zentralen und wichtigen regionalen Ausstellungen in der DDR
- 1967/1968, 1977/1978, 1982/1983 und 1987/1988. Dresden, VI. Deutsche Kunstausstellung und VIII. bis X. Kunstausstellung der DDR
- 1979 und 1985: Leipzig, Bezirkskunstausstellungen